# Zettel

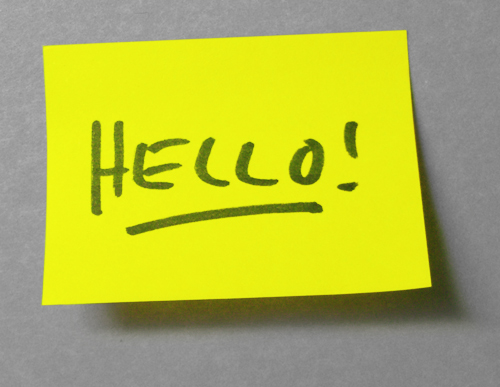
Zettel

Ein Zettel ist ein kleines, meist loses Stück Papier.

## Etymologie
Schon Adelung führte das Wort auf das lateinische schedula zurück. Das altitalienische cedola bzw. das spätlateinische schedula bedeutet ‚kleines Blatt‘ oder ‚Blättchen‘. „Schedula“ ist eine Verkleinerungsform des lateinischen Wortes scheda oder scida, womit ursprünglich ein abgerissener Streifen der Papyrusstaude gemeint war.

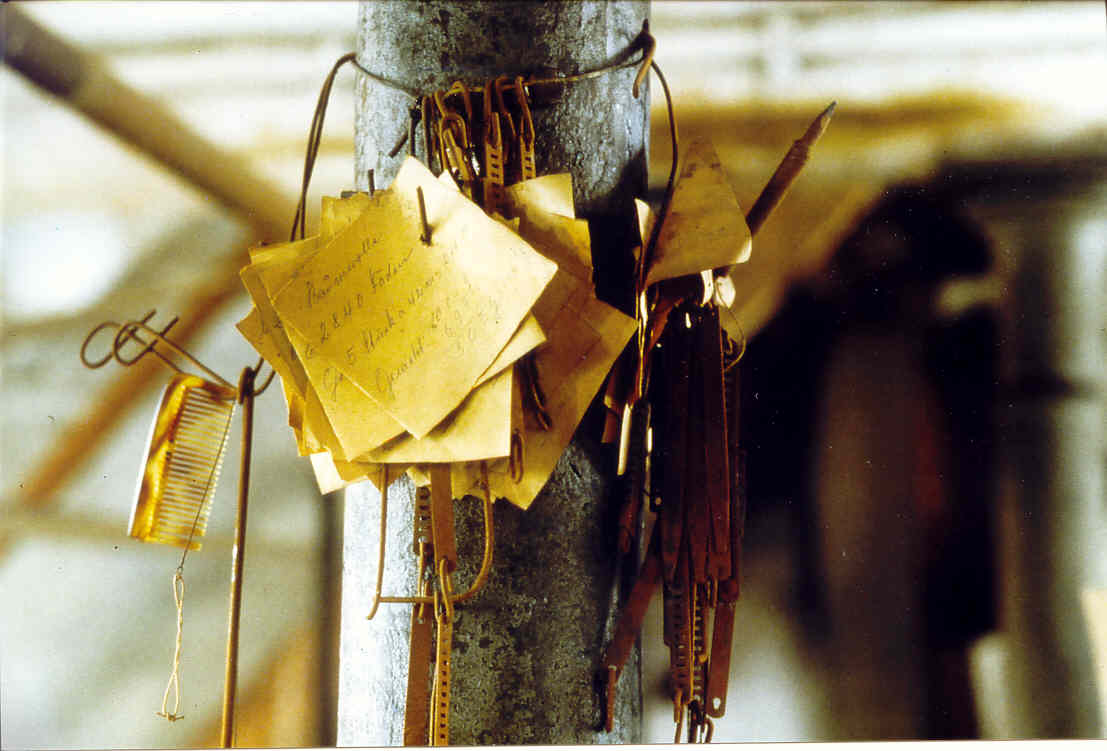
Merkzettel in einer Weberei

Adelung weist ebenfalls darauf hin, dass es noch ein weiteres Wort „Zettel“ in der deutschen Sprache gibt. Beide Wörter haben jedoch vom Ursprung her nichts miteinander zu tun. – Die Verben verzetteln und anzetteln beziehen sich ebenfalls nicht auf den Papierzettel, sondern auf den Zettel in der Weberei. Das Verb verzetteln beschreibt, dass sich eine Person durch schlecht strukturierte Handlungen in eine ausweglose Situation manövriert. Dieser Ausdruck stammt aus der Fachsprache der Weber, wo verzetteln entweder bedeutet, das Garn zu verwirren und zu verderben oder aber für den Einschlag (die Anzahl der Querfäden eines Werkstücks) zu wenig Garn übrig zu behalten.
Große Unordnung auf einem Schreibtisch bezeichnet man häufig als Zettelwirtschaft.

## Anwendung
In der Regel wird der Zettel dazu benutzt, sich etwas schriftlich zu notieren, z. B. Einkaufszettel oder Merkzettel. Memo ist eine moderne Bezeichnung für einen Merkzettel.
Heute sind Zettel oft in der Form von Klebezetteln zu finden. Von nahezu ebenso großer Bedeutung sind die Spickzettel.
Die o. g. Zweideutigkeit des Wortes „Zettel“ wird vom deutschen Schriftsteller Arno Schmidt
in seinem Hauptwerk Zettel’s Traum aufgegriffen. Der Name des Buchs spielt u. a. auf eine Figur in Shakespeares Sommernachtstraum an, den Weber Zettel. Auf der Webseite der Arno-Schmidt-Stiftung erscheint seit dem 15. März 2002 täglich ein „Zettel“ des Manuskripts des Autors. Auch andere Autoren wie Hans Blumenberg oder Niklas Luhmann arbeiteten mit einem umfangreichen Zettelkasten mit vielen Exzerpten.
Die in früheren Jahrhunderten herausgegebenen Quittungen von Privatbanken wurden Banknoten oder „Zettel“ genannt und dienten bis zur Einführung von staatlichen Banknoten als Zahlungsmittel. Die entsprechenden Banken hießen Notenbanken bzw. Zettelbanken. Die Bank von Stockholm in Schweden war die erste Bank der Welt, die ab 1661 die Banknoten herausgab: sogenannte „Creditif-Zedel“ (Kreditzettel). Noch heute werden Banknoten in Schweden, wie auch in anderen skandinavischen Ländern, daher als sedel bezeichnet.